# Barbian
Barbian (italià Barbiano) és un municipi italià, dins de la província autònoma de Tirol del Sud. És un dels municipis del districte i vall d'Eisacktal. L'any 2007 tenia 1.557 habitants. Comprèn les fraccions de Kollmann (Colma), St. Gertraud (Santa Gertrude) i Saubach|. Limita amb els municipis de Kastelruth, Lajen, Waidbruck, Ritten, i Villanders.

## Situació lingüística
| Pertinença lingüística (cens 2001) | 97,47% alemany |
| Pertinença lingüística (cens 2001) | 2,02% italià   |
| Pertinença lingüística (cens 2001) | 0,51% ladí     |

## Administració

Territori comunal

| Període | Identitat       | Partit |
| ------- | --------------- | ------ |
| 2004-   | Isidor Puntaier | SVP    |